# الشرفة (بلاد الروس)
قرية الشرفة او الشرف وتسمى قديما المشراف

تعديل مصدري - تعديل

الشرفة هي إحدى قرى عزلة ربع اولاد حسن بمديرية بلاد الروس التابعة لمحافظة صنعاء، بلغ تعداد سكانها 259 نسمة حسب تعداد اليمن لعام 2004.